# تعقيد فعال
التعقيد الفعّال هو مقياس للتعقيد عرفه موري جيلمان و سيث لويد في ورقة بحثية عام 2003 حيث حاولا قياس كمية المعلومات غير العشوائية في نظام ما.
وقد تم انتقاد هذا التعريف بأنه يعتمد على تقدير شخصي وغير موضعي في تحديد أجزاء المعلومات في النظام التي تعتبر عشوائية.